# Olga di Württemberg
Olga  di Württemberg (tedesco: Olga Marie Alexandrine von Württemberg; 1º marzo 1876 – 21 ottobre 1932) è stata duchessa di Württemberg per nascita e principessa di Schaumburg-Lippe per matrimonio.

## Biografia
Nacque a Stoccarda, figlia più giovane del duca Eugenio di Württemberg (1846-1877) e di sua moglie, la granduchessa Vera Constantinovna della Russia (1854-1912). Aveva una sorella gemella, più anziana, Elsa. Non si assomigliavano in quanto Olga era molto più alta di sua sorella e sembrava essere più anziana delle due.
Nel 1877 morì il padre.

## Matrimonio

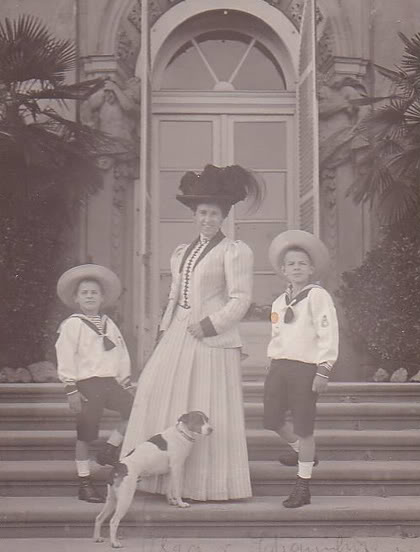
Olga di Württemberg con i suoi figli: il principe Alberto di Schaumburg-Lippe (a destra) e il principe Eugenio di Schaumburg-Lippe (a sinistra).

Ci furono progetti per far sposare la principessa Olga con il principe Massimiliano di Baden, ma egli sposò la principessa Maria Luisa di Hannover. Nel mese di marzo 1898 ci furono voci di fidanzamento con il principe Eugenio di Svezia, il figlio più giovane del re Oscar II di Svezia.
Olga sposò il principe Massimiliano di Schaumburg-Lippe (13 marzo 1871 - 1º aprile 1904) il 3 novembre 1898 a Stoccarda. Massimiliano era il figlio del principe Guglielmo di Schaumburg-Lippe e di sua moglie Batilde di Anhalt-Dessau.
Il loro matrimonio è durato meno di sei anni. Suo marito morì giovane.
Ebbero tre figli:
- principe Eugenio di Schaumburg-Lippe (8 agosto 1899 - 9 novembre 1929). Morì all'età di 30 anni, celibe, a Caterham, nel Surrey, in un incidente aereo.
- principe Alberto di Schaumburg-Lippe (17 ottobre 1900 - 20 maggio 1984). Ha sposato il 2 settembre 1930 la baronessa Walburga von Hirschberg (26 marzo 1906 - 10 aprile 1986). Essi non ebbero figli. Ha avuto una figlia con la baronessa Marie-Gabriele von Pfetten-Arnbach (10 giugno 1927).
- principe Bernardo di Schaumburg-Lippe (8 dicembre 1902 - 24 giugno 1903) deceduto durante l'infanzia.

Durante il regno dello zar Nicola II le venne concessa la gran croce dell'Ordine di Santa Caterina.

## Ascendenza
|                                     |                        |                                           | Genitori                                        |  |  | Nonni |  |  | Bisnonni                  |  |  | Trisnonni                           |  |
|                                     |                        |                                           |                                                 |  |  |       |  |  | 8. Eugenio di Württemberg |  |  | 16. Eugenio Federico di Württemberg |  |
|                                     |                        |                                           |                                                 |  |  |       |  |  | 8. Eugenio di Württemberg |  |  | 16. Eugenio Federico di Württemberg |  |
|                                     |                        | 17. Luisa di Stolberg-Gedern              |                                                 |  |  |       |  |  | 8. Eugenio di Württemberg |  |  |                                     |  |
| 4. Eugenio di Württemberg           |                        |                                           |                                                 |  |  |       |  |  | 8. Eugenio di Württemberg |  |  |                                     |  |
|                                     |                        | 9. Matilde di Waldeck e Pyrmont           | 18. Giorgio I di Waldeck e Pyrmont              |  |  |       |  |  |                           |  |  |                                     |  |
|                                     |                        | 9. Matilde di Waldeck e Pyrmont           | 18. Giorgio I di Waldeck e Pyrmont              |  |  |       |  |  |                           |  |  |                                     |  |
|                                     |                        | 9. Matilde di Waldeck e Pyrmont           | 19. Augusta di Schwarzburg-Sondershausen        |  |  |       |  |  |                           |  |  |                                     |  |
| 2. Eugenio di Württemberg           |                        | 9. Matilde di Waldeck e Pyrmont           |                                                 |  |  |       |  |  |                           |  |  |                                     |  |
|                                     |                        | 10. Giorgio Guglielmo di Schaumburg-Lippe | 20. Filippo II di Schaumburg-Lippe              |  |  |       |  |  |                           |  |  |                                     |  |
|                                     |                        | 10. Giorgio Guglielmo di Schaumburg-Lippe | 20. Filippo II di Schaumburg-Lippe              |  |  |       |  |  |                           |  |  |                                     |  |
|                                     |                        | 10. Giorgio Guglielmo di Schaumburg-Lippe | 21. Giuliana d'Assia-Philippsthal               |  |  |       |  |  |                           |  |  |                                     |  |
| 5. Matilde di Schaumburg-Lippe      |                        | 10. Giorgio Guglielmo di Schaumburg-Lippe |                                                 |  |  |       |  |  |                           |  |  |                                     |  |
|                                     |                        | 11. Ida di Waldeck e Pyrmont              | 22. Giorgio I di Waldeck e Pyrmont (= 18)       |  |  |       |  |  |                           |  |  |                                     |  |
|                                     |                        | 11. Ida di Waldeck e Pyrmont              | 22. Giorgio I di Waldeck e Pyrmont (= 18)       |  |  |       |  |  |                           |  |  |                                     |  |
|                                     |                        | 11. Ida di Waldeck e Pyrmont              | 23. Augusta di Schwarzburg-Sondershausen (= 19) |  |  |       |  |  |                           |  |  |                                     |  |
| 1. Olga di Württemberg              |                        | 11. Ida di Waldeck e Pyrmont              |                                                 |  |  |       |  |  |                           |  |  |                                     |  |
|                                     | 12. Nicola I di Russia | 24. Paolo I di Russia                     |                                                 |  |  |       |  |  |                           |  |  |                                     |  |
|                                     | 12. Nicola I di Russia | 24. Paolo I di Russia                     |                                                 |  |  |       |  |  |                           |  |  |                                     |  |
|                                     | 12. Nicola I di Russia | 25. Sofia Dorotea di Württemberg          |                                                 |  |  |       |  |  |                           |  |  |                                     |  |
| 6. Konstantin Nikolaevič Romanov    | 12. Nicola I di Russia |                                           |                                                 |  |  |       |  |  |                           |  |  |                                     |  |
|                                     |                        | 13. Carlotta di Prussia                   | 26. Federico Guglielmo III di Prussia           |  |  |       |  |  |                           |  |  |                                     |  |
|                                     |                        | 13. Carlotta di Prussia                   | 26. Federico Guglielmo III di Prussia           |  |  |       |  |  |                           |  |  |                                     |  |
|                                     |                        | 13. Carlotta di Prussia                   | 27. Luisa di Meclemburgo-Strelitz               |  |  |       |  |  |                           |  |  |                                     |  |
| 3. Vera Konstantinovna Romanova     |                        | 13. Carlotta di Prussia                   |                                                 |  |  |       |  |  |                           |  |  |                                     |  |
|                                     |                        | 14. Giuseppe di Sassonia-Altenburg        | 28. Federico di Sassonia-Altenburg              |  |  |       |  |  |                           |  |  |                                     |  |
|                                     |                        | 14. Giuseppe di Sassonia-Altenburg        | 28. Federico di Sassonia-Altenburg              |  |  |       |  |  |                           |  |  |                                     |  |
|                                     |                        | 14. Giuseppe di Sassonia-Altenburg        | 29. Carlotta di Meclemburgo-Strelitz            |  |  |       |  |  |                           |  |  |                                     |  |
| 7. Alessandra di Sassonia-Altenburg |                        | 14. Giuseppe di Sassonia-Altenburg        |                                                 |  |  |       |  |  |                           |  |  |                                     |  |
|                                     |                        | 15. Amalia di Württemberg                 | 30. Ludovico di Württemberg                     |  |  |       |  |  |                           |  |  |                                     |  |
|                                     |                        | 15. Amalia di Württemberg                 | 30. Ludovico di Württemberg                     |  |  |       |  |  |                           |  |  |                                     |  |
|                                     |                        | 15. Amalia di Württemberg                 | 31. Enrichetta di Nassau-Weilburg               |  |  |       |  |  |                           |  |  |                                     |  |
|                                     |                        | 15. Amalia di Württemberg                 |                                                 |  |  |       |  |  |                           |  |  |                                     |  |